# Subhumans (groupe canadien)
Pour les articles homonymes, voir Subhuman.
Subhumans est un groupe de punk rock canadien, originaire de Vancouver, en Colombie-Britannique. Connus pour leurs noms punk rock péjoratifs, les membres emprunteront divers noms comme Useless (Gerry Hannah), Dimwit (Ken Montgomery), Wimpy (Brian Roy Goble) et Normal (Mike Graham).

## Biographie
Dimwit quitte le groupe peu après la sortie de leur premier 7" pour se joindre à Pointed Sticks, et est remplacé par Koichi Imagawa (Jim Imagawa) à la batterie.
En 1981, Hannah quitte le groupe et s'implique dans un petit groupe underground d'activistes appelé Direct Action. Dans la presse underground, ils sont surnommés les Vancouver 5, et dans la presse grand public Squamish 5. Le groupe, composé d'écologistes et féministes, sont responsables d'un nombre d'actions comme les bombardements de la Litton Industries du 12 octobre 1984 en Ontario,.
Après le départ d'Hannah, les Subhumans se reforment avec Ron Allan à la basse. Après le départ d'Imagawa, Dimwit revient brièvement au sein des Subhumans avant d'être remplacé par Randy Bowman. Avec cette formation de Wimpy Roy, Mike Graham, Ron Allan, et Randy Bowman, les Subhumans enregistrent l'album No Wishes, No Prayers pour le label SST Records. Ron Allan et Randy Bowman rejoindront ensuite The Scramblers. Les Subhumans se séparent finalement, puis leur chanteur se joint à D.O.A. à la basse.
En 2005, les Subhumans se réunissent avec Gerry Hannah à la basse, Jon Card (ex-Personality Crisis, SNFU et D.O.A.) à la batterie, Wimpy Royau chant et Mike Graham à la guitare. Ils signent aux labels Alternative Tentacles et G7 Welcoming Committee Records. Un nouvel album, New Dark Age Parade, est publié en septembre 2006. Death Was Too Kind, une compilation composée des premiers singles et EP, est publiée en 2008. En 2010, le groupe publie l'album Same Thoughts, Different Day, une version réenregistrée de Incorrect Thoughts. Les Subhumans participeront au documentaire Bloodied but Unbowed, réalisé par Susanne Tabata. Le 7 décembre 2014, Brian Goble meurt d'une crise cardiaque à 57 ans.

## Discographie

### Albums studio
- 1980 : Incorrect Thoughts
- 1983 : No Wishes, No Prayers
- 2006 : New Dark Age Parade
- 2010 : Same Thoughts, Different Day

### Singles et EP
- 1978 : Death to the Sickoids/Oh Canaduh (7")
- 1979 : Untitled 12 (EP)
- 1980 : Firing Squad/No Productivity (7")
- 2005 : Subhumans Limited Edition Demo (EP)

### Apparitions
- 1979 : Death to the Sickoids et Urban Guerilla (sur la compilation Vancouver Complication)
- 1980 : Out of Line et Behind The Smile (sur la compilation Vancouver Independence)
- 1981 : Slave to My Dick (sur la compilation Let Them Eat Jellybeans!)
- No Productivity  (sur la compilation Killed By Death vol. 2)
- 1991 : Slave to My Dick (sur la compilation 'Last Call: Vancouver Independent Music 1977-1988)
- 1993 : Firing Squad (sur la compilation Faster and Louder: Hardcore Punk, Vol. 2)
- 1996 : Pissed Off... with Good Reason
- 2008 : Death Was Too Kind[4]